# Mineral de Angangueo
Mineral de Angangueo es una población del estado de Michoacán, en México, y la cabecera del municipio de Angangueo. El pueblo es famoso por su cercanía al santuario de mariposas, lugar que visitan como actividad recreativa, de entretenimiento y educativa.

## Toponimia
El nombre de la localidad combina una referencia a su pasado como pueblo minero, con el vocablo «Angangueo» de origen purépecha que se traduce como «pueblo entre montañas», «a la entrada de la cueva», «cosa muy alta» o «dentro del bosque».

## Historia

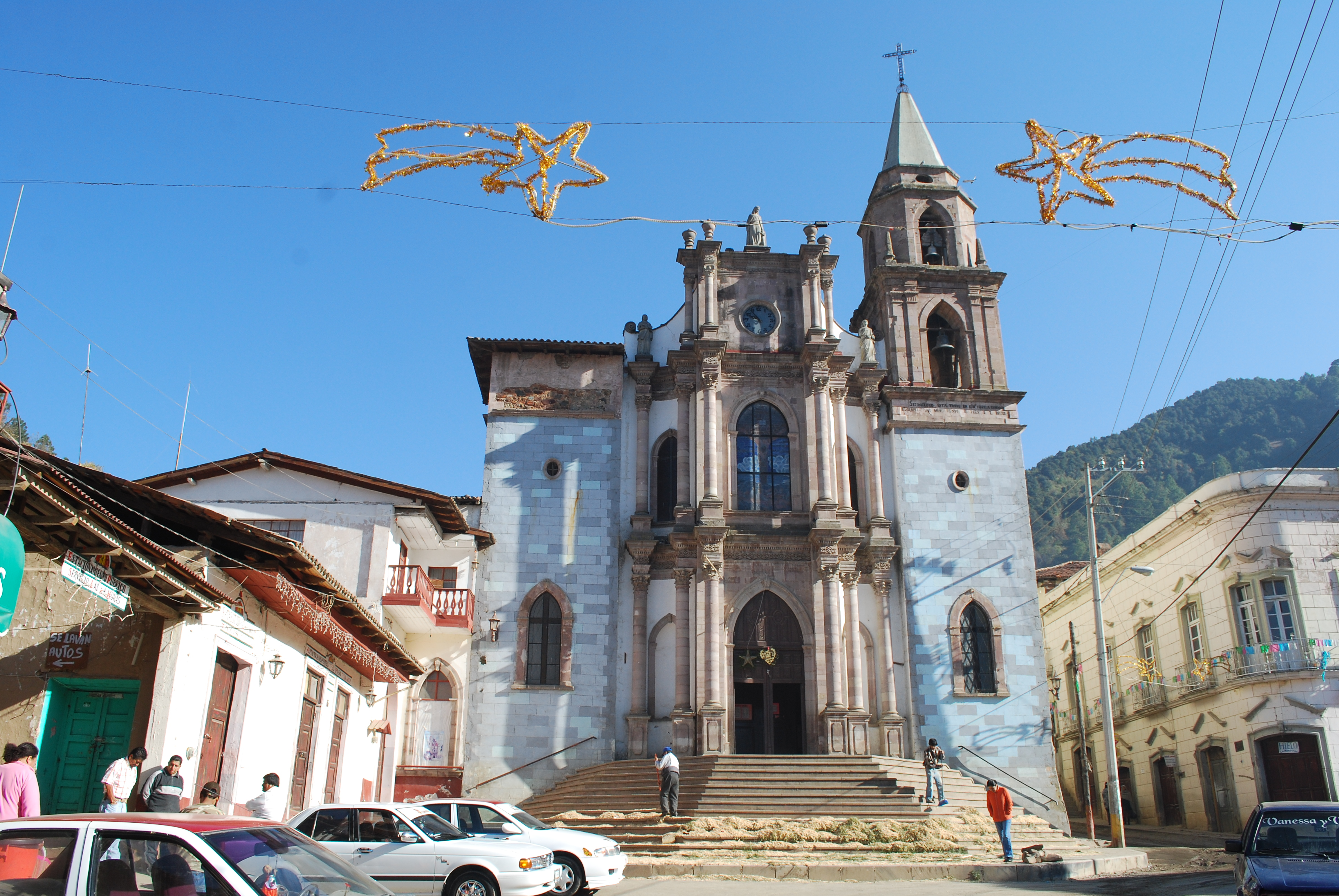
Iglesia del pueblo

A la llegada de Nuño de Guzmán en 1550, el pueblo de Angangueo era tierra de nadie y nadie llegó a sospechar las riquezas que estos cerros cubiertos de árboles encerraban.
Fue el primer Virrey de la Nueva España, Don Antonio de Mendoza quien otorgó a Gonzalo de Salazar las tierras, factor real que fue encomendero de la zona comprendida entre Zitácuaro y Taximaroa y fue dada en México el 16 de septiembre de 1550. La región se convirtió en el enclave minero, aunque Angangueo no destacó sino a partir de 1792, cuando llegó la avalancha de gente a trabajar a las minas y los comerciantes que tuvieron necesidad de congregarse alrededor del reciente y próspero pueblo.
Sus minas en la colonia fueron explotadas por los españoles a quienes les siguieron los alemanes e ingleses y finalmente franceses y norteamericanos en el siglo XX.
La American Smelting and Refining Company, se mantuvo hasta 1953, año en que a raíz de un desastre ocurrido en la mina de Dolores, el 25 de abril, en donde fallecieron 25 mineros, las minas pasaron a formar parte del patrimonio nacional. Desde entonces se integró la Impulsora Minera de Angangueo, que siguió explotando el mineral y mantuvo a flote a la población hasta 1991 que cerro por incosteable la explotación de las minas, ya que tenía tiempo que se había desplomado el precio de la plata en el mercado nacional e internacional.
En febrero de 2010 la comunidad fue arrasada por deslaves y desgajamiento de cerros como consecuencia de lluvias atípicas derivadas de frentes fríos y que trajo como consecuencia varias muertes y desaparecidos que llevaron a la reubicación de varias viviendas y población que influyó en la disminución permanente de habitantes con que contaba la cabecera municipal y que se ve reflejado en los posteriores censos realizados.

### Cronología de hechos históricos
- 1550. Comienza la producción a gran escala y que representa el 80 % de las exportaciones totales de la Nueva España.

- 1792. Fue creado el pueblo de Angangueo.

- 1831. El 10 de diciembre se eleva a categoría de municipio.

- 1865. El 17 de diciembre, el General Régules toma la plaza de Angangueo.

- 1866. El 22 de agosto toma la plaza por las fuerzas republicanas del General Régules.

- 1882. Se inicia la construcción de la iglesia de la Concepción.

- 1953. Sucede la catástrofe en el tiro de Dolores en el 5.º nivel, donde mueren 25 obreros.

- 2010. Por graves inundaciones y deslaves, Angangueo es parcialmente evacuado. El 11 de febrero se anuncia que la población afectada será reubicada en otro punto del mismo municipio.

## Geografía

### Ubicación
Se localiza en el este del estado, en las coordenadas 19º37" de latitud norte y en los 100º17" de longitud oeste, a una altitud de 2.560 m s. n. m. El área urbana de la localidad abarca una superficie de 2.502 km².

### Orografía
Su relieve lo constituyen el Sistema volcánico transversal, la sierra de Angangueo y los cerros de Guadalupe, el del León y del Campanario.
El clima es húmedo con lluvias en verano. Tiene una precipitación pluvial anual de 910.1 milímetros y temperaturas que oscilan entre 6.3 y 24.3 grados centígrados. Las últimas nevadas fueron el 12 de enero de 1967 el 31 de enero de 1995 y en marzo de 2016.
Su hidrografía está constituida por los ríos "el Puerco" y "Carrillos" y los arroyos del "Llano de la Papas" y el de "Cantera".

### Preocupación ambiental
El gobierno de Felipe Calderón, con la intención de crear nuevos empleos, ha implementado un movimiento para atraer más turismo dada las atracciones naturales que ofrece la zona. Conforme ha aumentado el paso de miles de turistas cada año, la Biosfera de la Mariposa monarca corre mayores riesgos a que su hábitat y entorno de apareamiento sea dañado. Mientras tanto, la población de residentes de Angangueo ha solicitado al gobierno que se creen otras fuentes de trabajo, que no impacten las reservas naturales, sin embargo esta acción no ha resultado. De igual manera, no se han hecho esfuerzos estatales o federales por moderar la cantidad de establecimientos, entretenimiento, ruido, y tráfico de vehículos presentes en la zona, mismos que continúan en crecimiento con el aumento y explotación del turismo.

## Población
La localidad tiene una población de 3977 habitantes lo que representa un decrecimiento promedio de -1.5% anual en el período 2010-2020 sobre la base de los 4601 habitantes registrados en el censo anterior. Al año 2020, la localidad presentaba una densidad de 1589 hab/km².
En el año 2010 estaba clasificada como una localidad de grado medio de vulnerabilidad social.
La población de Mineral de Angangueo está mayoritariamente alfabetizada (3.67% de personas analfabetas al año 2020) con un grado de escolarización promedio superior a los 9 años. Solo el 0.35% de la población se reconoce como indígena.

### Población de Mineral de Angangueo 1900-2020
| Gráfica de evolución demográfica de Mineral de Angangueo entre 1900 y 2020                        |
|                                                                                                   |
| Población de los censos del Instituto Nacional de Estadística y Geografía (INEGI) de 1900 a 2020. |

## Relaciones internacionales

### Hermanamientos
La ciudad de Angangueo tiene Hermanamientos con 3 ciudades alrededor del mundo:
- Tlalpujahua, México (2013)[9][10]
- Valle de Bravo, México (2013)[9][10]
- Zitácuaro, México (2022)[11]